# Finalmente io
Finalmente io è un singolo della cantante italiana Irene Grandi, pubblicato il 5 febbraio 2020 come secondo estratto dal dodicesimo album in studio Grandissimo.
Con il brano, scritto da Vasco Rossi, la cantante si è presentata al Festival di Sanremo 2020 e si è classificata al 9º posto.

## Descrizione
Il tema centrale della canzone è l'amore per la musica e per la libertà e come questi possano superare qualsiasi inquietudine e difficoltà.

## Video musicale
Il videoclip è stato reso disponibile il 5 febbraio 2020 sul canale Vevo-YouTube della cantante. Il video mostra due scenari che si alternano: Irene Grandi, sola, in una camera da letto, mentre dà voce alla canzone, e in contemporanea viene mostrata esibirsi davanti ad un pubblico grintoso ed emozionato.

## Classifiche
| Classifica (2020)         | Posizione massima |
| ------------------------- | ----------------- |
| Italia                    | 36                |
| Italia (airplay italiana) | 25                |